# Teatro Arenal
El teatro Arenal fue un local teatral del centro de Madrid situado en la esquina de la calle Mayor, 6 con la Travesía del Arenal. Inaugurado en 1923, ha recibido los nombres y ocupaciones de Teatro Rex (desde 1928), luego Ciro’s Español -cabaré- y cine Pleyel (hasta 1993); teatro Arenal a partir de 1995 y luego Teatro Mayor de 2003-2007, año en que volvió a llamarse Arenal. Tras un popular periodo como café-teatro, fue cerrado en 2013. Dos años después se convirtió en un gimnasio.

## Historia
El inmueble que más tarde albergaría el teatro, se construyó en 1923 por encargo de José Antonio Larios y Franco (marqués de Larios), con la intención de crear un hotel de lujo, por lo que confió su diseño a la misma empresa francesa que había construido el Hotel Palace quince años antes. Pero antes de concluir la obra, el marqués lo vendió a la familia Serrano que lo terminó como edificio de viviendas de lujo, con un recinto previsto para pequeño teatro y un gran café-restaurante que fue conocido con el nombre de café María Cristina. En ese espacio mixto, también llamado Salón Reina María Cristina, se ofrecían recitales y conciertos de cámara.

### De Salón Rex aCiro’s Español
De la mano del empresario y vecino del inmueble, Rey Soria, la sala teatral pasó a llamarse Salón Rex, alternando los conciertos con estrenos como los que puso en escena el director Cipriano Rivas Cheriff con el grupo Caracol, donde se incluía alguna obra del que luego sería presidente de la II República Española, Manuel Azaña, o el Orfeo, de Jean Cocteau. Más tarde la sala se convirtió en cabaré con el nombre de Ciro’s Español.

### Cine Pleyel
Durante la guerra civil fue incautado por los milicianos y convertido en cine. Tras la guerra, recuperado por la empresa de Rey Soria, continuó dedicado al cine, como cine Pleyel en su sala principal, y el resto fue dividido en locales para distintos usos comerciales, al tiempo que se cegaba el pasaje que comunicaba la calle Mayor con la de Arenal. Años más tarde, el cine pasó a la empresa propietaria del teatro Maravillas, que acabó dedicándolo a sala X.

### Teatro Arenal y Teatro Mayor
El Pleyel fue cerrado en 1993, pero en 1995 se comenzó a recuperar el espacio por iniciativa del empresario Mariano Torralba y su esposa, la actriz Luisa María Payán, bajo el nombre de Teatro Arenal (nombre que lo situaba en el que fuera arenal de Madrid y daba a conocer el acceso de lujo -nunca antes utilizado- por el número dos de la travesía del Arenal). Fue una costosa reconstrucción, en parte subvencionada por el Consorcio de Rehabilitación de Teatros de Madrid, firmada por el arquitecto Manuel Padilla. Finalmente el 19 de junio de 2003, con la comedia La Faroles de Joaquín Calvo Sotelo, volvió a levantar el telón con el nombre de teatro Mayor, manteniéndose abierto con una línea de programación infantil apenas tres años.
El 29 de mayo de 2007 se inicia otra etapa, de nuevo como teatro Arenal, bajo la dirección de Mariano Torralba. El Ballet Flamenco de Madrid de Luciano Ruiz y Sara Lezana fue el encargado de la programación de tarde a base de folclore español, dando paso después, en funciones de noche a producciones de teatro dramático. La sala, en el semisótano del edificio, tenía una capacidad para 350 espectadores. El mismo año 2007 se abrió al público la segunda sala de este edificio, inaugurada bajo el nombre de "Sala Luisa María Payán" con capacidad para 150 espectadores.
Desde 2009, gestionado por Alejandro Colubi, el Arenal se alineó con las salas de teatro de vanguardia, hasta junio de 2013.